# Harold Volkmer
Harold Lee Volkmer (ur. 4 kwietnia 1931 w Jefferson City, zm. 16 kwietnia 2011 w Hannibal) – amerykański polityk, członek Partii Demokratycznej.

## Działalność polityczna
Od 1967 zasiadał w stanowej Izbie Reprezentantów Missouri, a następnie od 3 stycznia 1977 do 3 stycznia 1997 przez dziesięć kadencji był przedstawicielem 9. okręgu wyborczego w stanie Missouri w Izbie Reprezentantów Stanów Zjednoczonych.